# Rikissa av Berg
Rikissa av Berg, född ca 1095, död 27 september 1125, var en hertiginna av Böhmen, gift med hertig Vladislav I av Böhmen. 